# Matsubara
Matsubara (松原市 Matsubara-shi?) es una ciudad localizada en la prefectura de Osaka, Japón. En julio de 2019 tenía una población estimada de 118.412 habitantes y una densidad de población de 7.108 personas por km². Su área total es de 16,66 km².

## Geografía

### Localidades circundantes
- Prefectura de Osaka
  - Osaka
  - Sakai
  - Yao
  - Fujiidera
  - Habikino

## Demografía
Según datos del censo japonés, la población de Matsubara ha disminuido en los últimos años.
| Año del censo | Población |
| ------------- | --------- |
| 1995          | 134.457   |
| 2000          | 132.562   |
| 2005          | 127.276   |
| 2010          | 124.594   |
| 2015          | 120.750   |